# 普萊恩維尤 (阿肯色州)
普萊恩維尤（英語：Plainview）是一個位於美國阿肯色州耶爾縣的城市。

## 地理
普萊恩維尤的座標為34°59′22″N 93°17′52″W / 34.98944°N 93.29778°W，而該地的平均海拔高度為129米（即423英尺）。

## 人口
根據2020年美國人口普查的數據，普萊恩維尤的面積為3.77平方千米，皆為陸地。當地共有人口467人，而人口密度為每平方千米123人。